# Bernard Soulage
Pour les articles homonymes, voir Soulage.
Bernard Soulage, né le 24 octobre 1948 à Nanterre, est une personnalité politique française, membre du Parti socialiste, il est ancien vice-président chargé de l'Europe et des relations internationales de la région Rhône-Alpes et ancien député européen.

## Biographie
Diplômé de l'IEP de Paris (1970) et docteur en urbanisme et en aménagement (1972), ainsi qu'en économie (1980), il travaille comme professeur agrégé des universités en sciences économiques, notamment à l'IEP de Grenoble. À partir de 1981, et jusqu'en 1985, il est chargé de mission au Commissariat général du Plan. De 1990 à 1993, il est membre du Conseil de l'évaluation des politiques publiques.
Avec l'élection de Michel Destot à la mairie de Grenoble, il devient secrétaire général de la commune de 1995 à 1999. 
Bernard Soulage est marié et père de deux enfants.

### Vice-président de la région Rhône-Alpes
Conseiller régional depuis 1992, il préside le groupe PS-PRG-MDC-DVG et apparentés du conseil régional de 1998 à 2004, où il conduit l'opposition à Charles Millon. En 2004, il est candidat aux européennes.
Après avoir disputé lors d'une primaire interne la conduite de la liste socialiste aux régionales de 2004 à Jean-Jack Queyranne, il est élu premier vice-président du conseil régional de Rhône-Alpes, chargé des Transports - Déplacements - Infrastructures. Durant son mandat, la région doit accroître ses TER régionaux pour faire face à la hausse de la fréquentation (+30 % pour l'offre de transport entre 1997 et 2006, +69 % pour les voyageurs). Le matériel roulant est renouvelé, le cadencement mis en place (première région de province) et l'aménagement des voies se poursuit, en particulier le Ceva (liaison Cornavin, Les Eaux-Vives, Annemasse) qui améliorera les déplacements entre la France et Genève. Son action est récompensée par le titre d'élu de l'année 2007. Il s'affirme comme un spécialiste des questions de transport public. 
Après le scrutin régional de 2010, il perd sa place de premier vice-président au profit de Bernadette Laclais, à cause de sa mauvaise entente avec Jean-Jack Queyranne. 
Il devient alors vice-président des relations internationales.

### Parcours politique au sein du Parti socialiste
De 2005 à 2008, il est secrétaire national adjoint à l’économie internationale et à l’industrie du Parti socialiste. Il est réputé proche de Dominique Strauss-Kahn et de Michel Rocard, partisan d'une social-démocratie tolérante.

### Député européen
Après la démission de Michel Rocard, il accède en janvier 2009 à la fonction de député européen, et intègre la commission des affaires régionales où il travaille sur la liaison ferroviaire Lyon − Turin, le FEDER et les fonds structurels. Dans la foulée de son entrée au Parlement européen, il se propose comme tête de liste dans la circonscription sud-est, mais n'est pas retenu.

### Membre du Comité des Régions
Depuis 2004, à l'exception d'une courte parenthèse lors de son mandat de député européen, Bernard Soulage est membre du Comité européen des régions. Le Comité des Régions est l'une des deux assemblées consultatives du processus décisionnel européen ; il représente les régions européennes auprès des institutions de l'Union européenne. Bernard Soulage travaille comme expert de la politique des transports. À ce titre, il rédige deux rapports sur les réseaux transeuropéens de transport[réf. nécessaire].
Depuis 2010, Bernard Soulage est président du groupe de travail sur les relations avec la Turquie, qui assiste et soutient les villes et les régions turques dans l'utilisation des fonds qu'elles reçoivent de la part de l'Union européenne. Il souhaite institutionnaliser ce groupe de travail en un Comité consultatif conjoint, mais il se heurte encore à l'opposition du gouvernement turc[réf. nécessaire].

## Mandats
- Conseiller régional depuis 1992
- Député européen du 1er février au 13 juillet 2009.
- Membre du Comité des Régions depuis 2004

Candidat à l'investiture socialiste dans l'Isère l'élection sénatoriale de 2011 (en 3e place, éligible, sur une liste de gauche), il n'est finalement pas retenu à la suite du vote des militants.

## Ouvrages
- Les variables d'Austerlitz : le socialisme et la rigueur économique, avec J. Gallus et F. Stasse (préface de Michel Rocard), éditions Flammarion, 1979.
- Les stratégies industrielles et sociales des groupes français (d'après sa thèse de doctorat), Presses universitaires de Grenoble, 1981.
- Industrie, Territoires et Politiques Publiques, avec C. Courlet, éditions L'Harmattan, 1994.